# 茶碗 (日本)

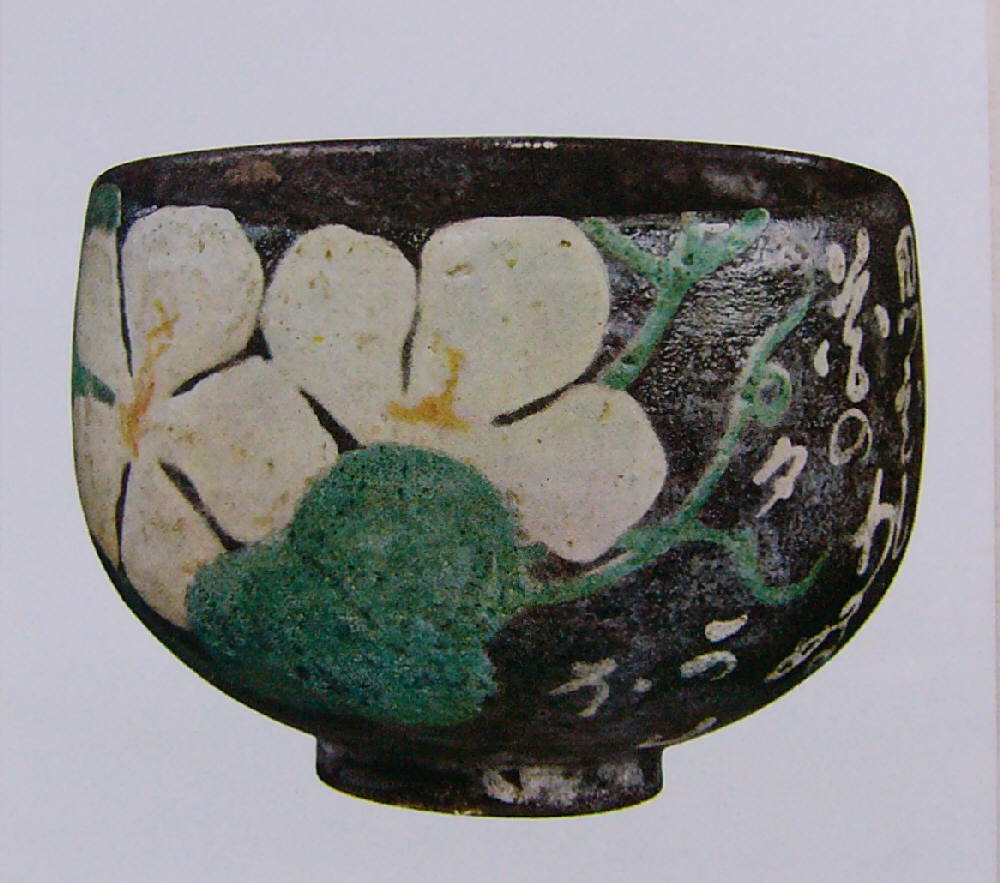
尾形乾山燒製的夕顔茶碗，大和文華館藏

茶碗最早意指茶道裡用以喝茶的碗狀容器。但近年來，其意已廣泛指向為陶瓷器碗。現代日本所稱的「茶碗」多數是指飯茶碗（ごはんちゃわん・ごはんぢゃわん），為了區別於喝茶的碗，盛飯的碗以飯碗（めしわん）稱之。

## 茶碗的歷史
茶碗作為一種茶具，誕生於中國，被認為是奈良時代至平安時代間，隨著茶一道從中國傳入日本。原本，「茶碗」指的是放入茶以飲用的碗。隨著江戶時代煎茶的盛行，除了以往的抹茶碗之外，煎茶用的煎茶茶碗、喝白開水、粗茶用的茶碗也被列入茶碗之列。明治時代時，與鐵道網的普及一起，瓷器的飯茶碗也得到了普及。

## 作為茶具的茶碗種類
日本的茶道根據季節以及目的會使用各種不同的茶碗。根據產地與來歷，以及顏色形狀的特徵，主要分類如下：
- 中國茶碗（唐物）
  - 天目茶碗：室町時代從中國傳入日本，為將軍家所熱愛，在日本茶道愛好者間有著珍貴價值，許多被列入國寶及文化財產裡。根據釉彩著名的類型有曜変天目、油滴天目、玳玻天目。
  - 青瓷茶碗
- 高麗茶碗
  - 井戶茶碗：屬於朝鮮時代民間雜器的碗，但受日本茶道愛好者珍重。
  - 三島茶碗：朝鮮王朝時代所造，受日本茶道愛好者珍重，在韓國指稱使用「粉青沙器」技術造成的碗。
- 日本茶碗：對於日本茶碗，在茶道愛好者中有「一楽、二萩、三唐津」的說法。
  - 楽焼茶碗（楽茶碗）：分黒、紅、白色。
  - 萩茶碗
  - 唐津茶碗
  - 志野茶碗、織部茶碗、瀬戸黒茶碗、黄瀬戸茶碗、伯庵茶碗

## 千利休的日本茶碗
千利休被視為日本的茶聖，發揚了日本茶道精神——侘寂。桃山時代奢靡風氣盛行，崇尚外來物，尤其是來自中國的茶碗（唐物）。這種奢華、外展風氣偏離了茶道原有的禪意。故在這背景下，村田珠光發展出「侘茶」，以「謹、敬、清寂」為內涵。之後經武野紹鷗傳給了利休，利休並將其改為「和、敬、清寂」，以在茶道中追求內心平和、恭敬優雅的方式、清靜自然的態度與悠然寂靜的境界。
利休曾任「茶頭」（事茶之人）侍奉織田信長及豐臣秀吉，地位極為崇隆，廣為各方敬重。他在茶道方面的志趣喜好成了大家追隨的規範，將「侘茶」的境界推向了頂峰。在紹鷗以來的備前、信樂的花生水指仍存，利休時代才開始有的茶碗、志野、瀨戶黑等和物出現之際，利休最喜歡的長次郎的樂燒茶碗登場，達到了利休的究極理想。